# Суворово (Армянск)
Суво́рово (до 1948 года — Джулга; укр. Суворове, крымскотат. Üç Cılğa, Учь Джылгъа) — село на севере Крыма. Входит в городской округ Армянск Республики Крым (согласно административно-территориальному делению Украины — Суворовский сельсовет Армянского горсовета Автономной Республики Крым). Расположен в 3 км на юг от центра Армянска, на Перекопском перешейке. Историческое название села Уч-Джилга означает в переводе с крымскотатарского языка «три балки» (крымскотат. üç — три; cılğa — балка).

## Население
| 2001 | 2014  |
| ---- | ----- |
| 1339 | ↗1357 |

Всеукраинская перепись 2001 года показала следующее распределение по носителям языка
| Язык             | Число жит. | Процент |
| ---------------- | ---------- | ------- |
| русский          | 820        | 61,24   |
| украинский       | 230        | 17,18   |
| крымскотатарский | 112        | 8,36    |
| белорусский      | 1          | 0,07    |

### Динамика численности
| - 1805 год — 263 чел. - 1864 год — 25 чел. - 1892 год — 21 чел. - 1900 год — 21 чел. - 1915 год — 96/8 чел. - 1926 год — 163 чел. | - 1939 год — 286 чел. - 1989 год — 1278 чел. - 1974 год — 1068 чел. - 2001 год — 1339 чел. - 2009 год — 1552 чел. - 2014 год — 1357 чел. |

## Современное состояние
На 2016 год в Суворово числится 6 улиц; на 2009 год, по данным сельсовета, село занимало площадь 230 гектаров, на которой в 438 дворах проживало более 1,5 тысячи человек. В Суворово действуют начальная школа-детский сад № 6, фельдшерско-акушерский пункт, библиотека, отделение почты. Село связано с райцентром маршрутными такси. В соответствии с Приказом ФСБ РФ от 26 ноября 2014 года № 659, от западной границы Суворово и далее на запад располагается пограничная зона. Само Суворово в погранзону не входит.

## География
Суворово расположено на Перекопском перешейке, примерно в 4 километрах (по шоссе) южнее Армянска, высота центра села над уровнем моря — 10 метров. Транспортное сообщение осуществляется по региональной автодороге 35Н-301 от шоссе 35А-001 «граница с Украиной — Джанкой — Феодосия — Керчь» (по украинской классификации — С-0-10730).

## История
В самом раннем доступном документе — Камеральном Описании Крыма… 1784 года ни одно из окружающих Армянск сёл не записано, указано, что в Перекопском кадылыке… деревень не состоит…. После присоединения Крыма к России (8) 19 апреля 1783 года, (8) 19 февраля 1784 года, именным указом Екатерины II сенату, на территории бывшего Крымского Ханства была образована Таврическая область и деревня была приписана к Перекопскому уезду. После Павловских реформ, с 1796 по 1802 год, входила в Перекопский уезд Новороссийской губернии. По новому административному делению, после создания 8 (20) октября 1802 года Таврической губернии, Уч-Джилга была включена в состав Бустерчинской волости Перекопского уезда.
По Ведомости о всех селениях, в Перекопском уезде состоящих с показанием в которой волости сколько числом дворов и душ… от 21 октября 1805 года, в деревне Учулга числилось 35 дворов, 219 крымских татар, 42 крымских цыгана и 2 ясыров. На военно-топографической карте генерал-майора Мухина 1817 года деревня Учьилга обозначена с 50 дворами. После реформы волостного деления 1829 года Училгу, согласно «Ведомости о казённых волостях Таврической губернии 1829 года», передали в состав Ишуньской волости (переименованной из Бустерчинской). На карте 1836 года в деревне Уч Джилга 47 дворов, как и на карте 1842 года.
В 1860-х годах, после земской реформы Александра II, деревню приписали к Ишуньской волости. В «Списке населённых мест Таврической губернии по сведениям 1864 года», составленном по результатам VIII ревизии 1864 года, Учулга — владельческая деревня, с 7 дворами, 25 жителями и мечетью при колодцах. По обследованиям профессора А. Н. Козловского 1867 года, вода в колодцах деревни была пресная, а их глубина колебалась от 2 до 10 саженей (от 4 до 20 м). Согласно «а покинута жителями в 1860—1864 годах, в результате эмиграции крымских татар, особенно массовой после Крымской войны 1853—1856 годов, в Турцию и на трехверстовой карте 1865—1876 года селение уже Памятной книжке Таврической губернии за 1867 год», Уч-Джолга былне значится.
Время заселения деревни выходцами из материковой России по доступным историческим документам пока не установлено. После земской реформы 1890 года Учулгу отнесли к Воинской волости.Согласно «…Памятной книжке Таврической губернии на 1892 год», в деревне Учулга, (она же Тузла) составлявшей Учулгинское сельское общество, был 21 житель, домохозяйств не имеющих. По «…Памятной книжке Таврической губернии на 1900 год» в деревне Уч-Джилга числился 21 житель без домохозяйств. По Статистическому справочнику Таврической губернии. Ч.II-я. Статистический очерк, выпуск пятый Перекопский уезд, 1915 год, на хуторе Уч-Джилга Воинской волости Перекопского уезда числилось 11 дворов с русским населением в количестве 96 человек приписных жителей и 8 «посторонних», из которых 58 мужчин и 46 женщин. О владении землёй сведений нет, в хозяйствах имелось 45 лошадей.
После установления в Крыму Советской власти, по постановлению Крымревкома № 206 «Об изменении административных границ» от 8 января 1921 года была упразднена волостная система, Перекопский уезд переименовали в Джанкойский, в составе которого был создан Джанкойский район. В 1922 году уезды преобразовали в округа. 11 октября 1923 года, согласно постановлению ВЦИК, в административное деление Крымской АССР были внесены изменения, в результате которых округа были отменены и Джанкойский район стал основной административной единицей и село включили в его состав. Согласно Списку населённых пунктов Крымской АССР по Всесоюзной переписи 17 декабря 1926 года, в селе Джулга, Армяно-Базарского сельсовета (в котором село состояло до образования собственного совета) Джанкойского района, числился 35 дворов, все крестьянские, население составляло 163 человека, из них 157 украинцев и 6 русских. Постановлением ВЦИК от 30 октября 1930 года был восстановлен Ишуньский район (в 1937 году переименованный в Красно-Перекопский) и село, вместе с сельсоветом, включили в его состав. По данным всесоюзной переписи населения 1939 года в селе проживало 286 человек. На подробной карте РККА 1941 года в Джулге обозначено 72 двора.
С 25 июня 1946 года Джулга в составе Крымской области РСФСР. Указом Президиума Верховного Совета РСФСР от 18 мая 1948 года, Джулгу переименовали в Суворово. 26 апреля 1954 года Крымская область была передана из состава РСФСР в состав УССР. В 1956 году был образован совхоз «Северный каракуль», в 1958 году переименованный в «Таврический». Между 1968 годом, когда село ещё было приписано к Армянскому поссовету и 1974 годом был создан Суворовский сельсовет. Согласно «Истории городов и сел Украинской ССР», на 1974 год в Суворово числилось 1068 человек, действовали начальная школа, клуб на 200 мест, библиотека, летняя киноплощадка, фельдшерско-акушерский пункт, магазин, столовая. Постановлением Верховного Совета Крыма № 867-1 от 4 июля 1996 года, село было выведено из административного подчинения Красноперекопского райсовета и включено в состав Армянского городского совета. По данным переписи 1989 года в селе проживало 1278 человек. С 21 марта 2014 года в составе Крыма аннексировано Россией.